# Contea di Xayar
La contea di Xayar (شايار ناھىيىسى, 沙雅县S, Shāyǎ XiànP) è una contea della Cina, situata nella regione autonoma di Xinjiang e amministrata dalla prefettura di Aksu.